# Chōsokabe (Klan)

Das Wappen der Chosokabe

Die Chōsokabe (japanisch 長宗我部氏 Chōsokabe-shi) waren eine Familie des japanischen Schwertadels (Buke) der Sengoku-Zeit, der die Provinz Tosa (heute: Präfektur Kōchi), und später die ganze Insel Shikoku kontrollierte. Er wird auch manchmal als Chōsokame (長曾我部) bezeichnet. Chōsokabe Motochika, der Shikoku vereinigte, war der einundzwanzigste Daimyō des Klans und gehörte in die Gruppe der mächtigen Sengoku-Daimyō.

## Chōsokabe Kunichika, frühe Sengoku-Zeit
Zu Beginn der Sengoku-Zeit 1508 wurde der Vater von Chōsokabe Kunichika namens Chōsokabe Kanetsugu vom rivalisierenden Motoyamaklan getötet. Aus diesem Grund wurde Kunichika vom Adeligen Ichijō Husaie aus dem Ichijōklan in der Provinz Tosa aufgezogen. Später, gegen Ende seines Lebens nahm Kunichika Rache am Motoyama-Klan und zerstörte diesen mit Hilfe der Ichijō im Jahr 1560. Eines von Kunichikas Kindern war sein Sohn und Erbe, Chōsokabe Motochika.

## Chōsokabe Motochika, späte Sengoku-Zeit

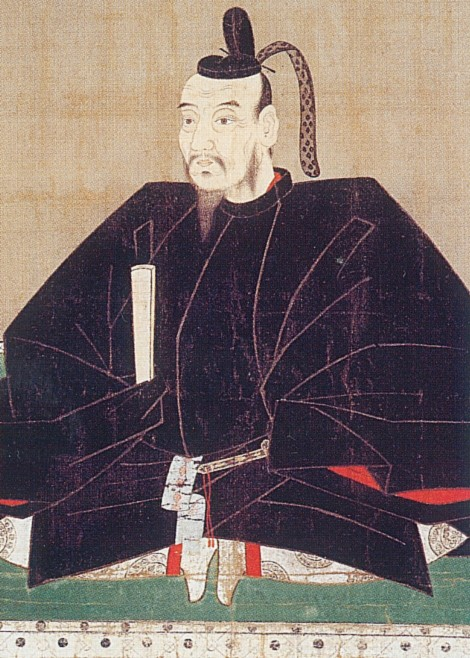
Chousokabe Motochika in einer klassischen Darstellung.

Zuerst übernahm Chōsokabe Motochika die Ichijō-Familie im Jahr 1574. Später erhielt er durch seinen Sieg in der Schlacht von Watarigawa 1575 auch die Kontrolle über den Rest von Tosa. Außerdem zerstörte er die Kono und den Soga-Klan. Im darauffolgenden Jahr breitete er bis 1583 seinen Einfluss auf ganz Shikoku aus. Jedoch marschierte 1585 Toyotomi Hideyoshi, (Oda Nobunagas Nachfolger) auf die Insel mit 100.000 Mann ein, geführt durch Ukita Hideie, Kobayakawa Takakage, Kikkawa Motonaga, Toyotomi Hidenaga und Toyotomi Hidetsugu. Motochika kapitulierte, verlor die Provinz Awa, Provinz Sanuki, und die Provinz Iyo Hideyoshi gewährte ihm, die Kontrolle über seine Heimatprovinz Tosa zu behalten.
Unter Hideyoshis Kommando beteiligten sich Motochika und sein Sohn Chōsokabe Nobuchika an der Invasion der benachbarten Insel Kyūshū, wobei Nobuchika starb. 1590 führte Motochika die Flotte, die von Hideyoshi gegen die Hojō bei der Belagerung von Odawara eingesetzt wurde, nach der Einigung des Landes kämpfte er auch mit Toyotomi Hideyoshi in dem Invasionskrieg in Süd-Korea 1592. Nachdem Motochika im Alter von 61 Jahren 1599 verstorben war, war sein Nachfolger Chōsokabe Morichika.

## Chōsokabe Morichika, nach der Landeseinigung und vor der Edo-Zeit
Sein Nachfolger aber entschied sich im Nachfolgekonflikt bei der Schlacht von Sekigahara 1600 jedoch für die Verliererseite, und so verloren sie auch das verbleibende Tosa. Diese Provinz bekamen die Yamauchi. Mit Sekigahara endet nach der herrschenden Meinung in der japanischen Geschichtswissenschaft die Sengoku-Zeit.
Während der Schlacht blieben die Chōsokabe und viele andere Klans der Westlichen Allianz loyal gegenüber Toyotomi Hideyori (dessen Truppen von Ishida Mitsunari und Mōri Terumoto) angeführt wurden, und im Kampf gegen die östliche Allianz half, (angeführt von Tokugawa Ieyasu). Nach dem Sieg der Tokugawa-Streitkräfte am Ende der Sekigahara-Kampagne 1600 wurden die verbliebenen Daimyō der Westallianz, auch Chōsokabe Morichika, geköpft. Den Yamauchi wurden Tosa und andere Gebiete auf Shikoku übergeben, da diese Tokugawa loyal waren.

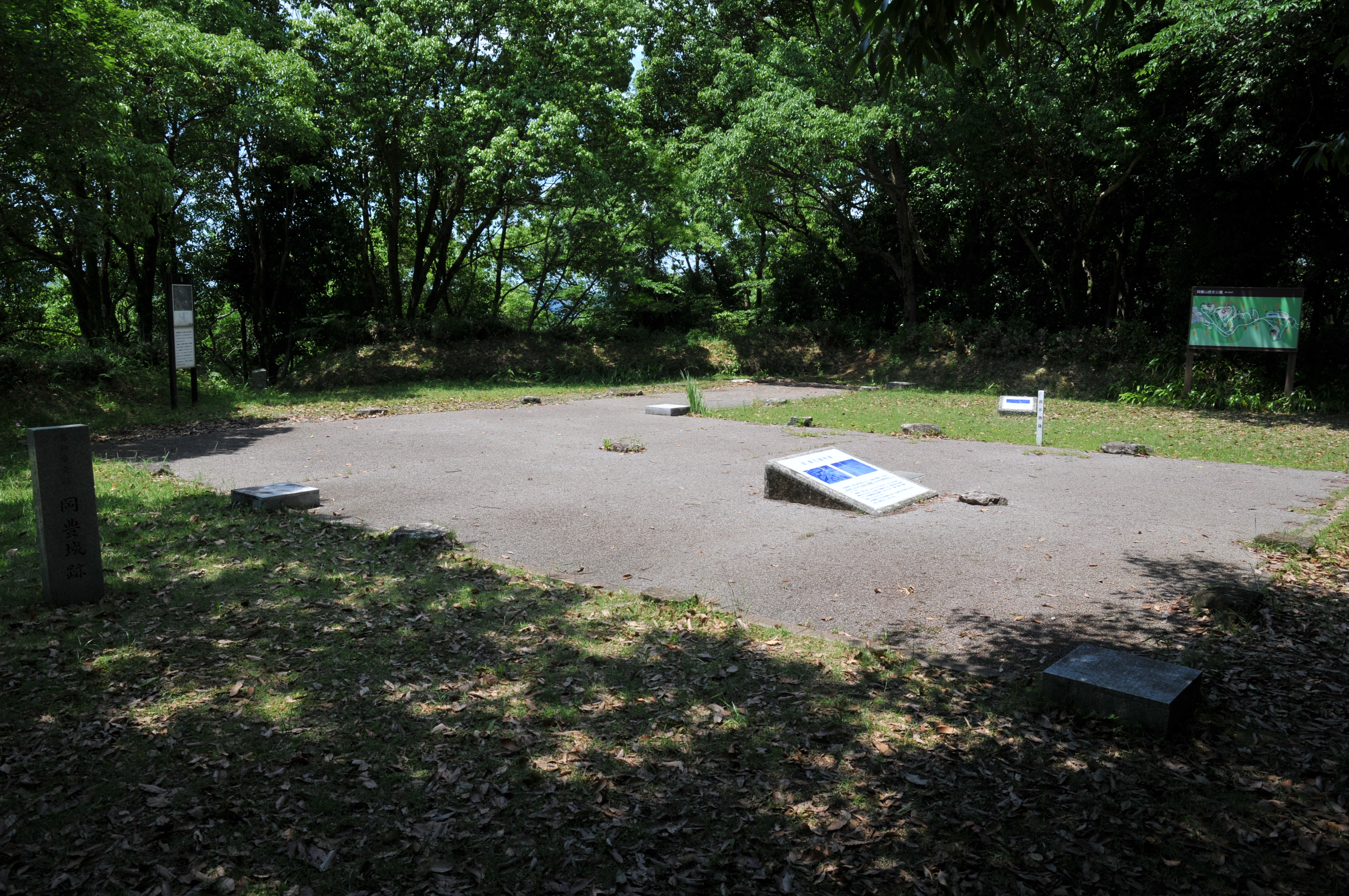
Burgruine Okō

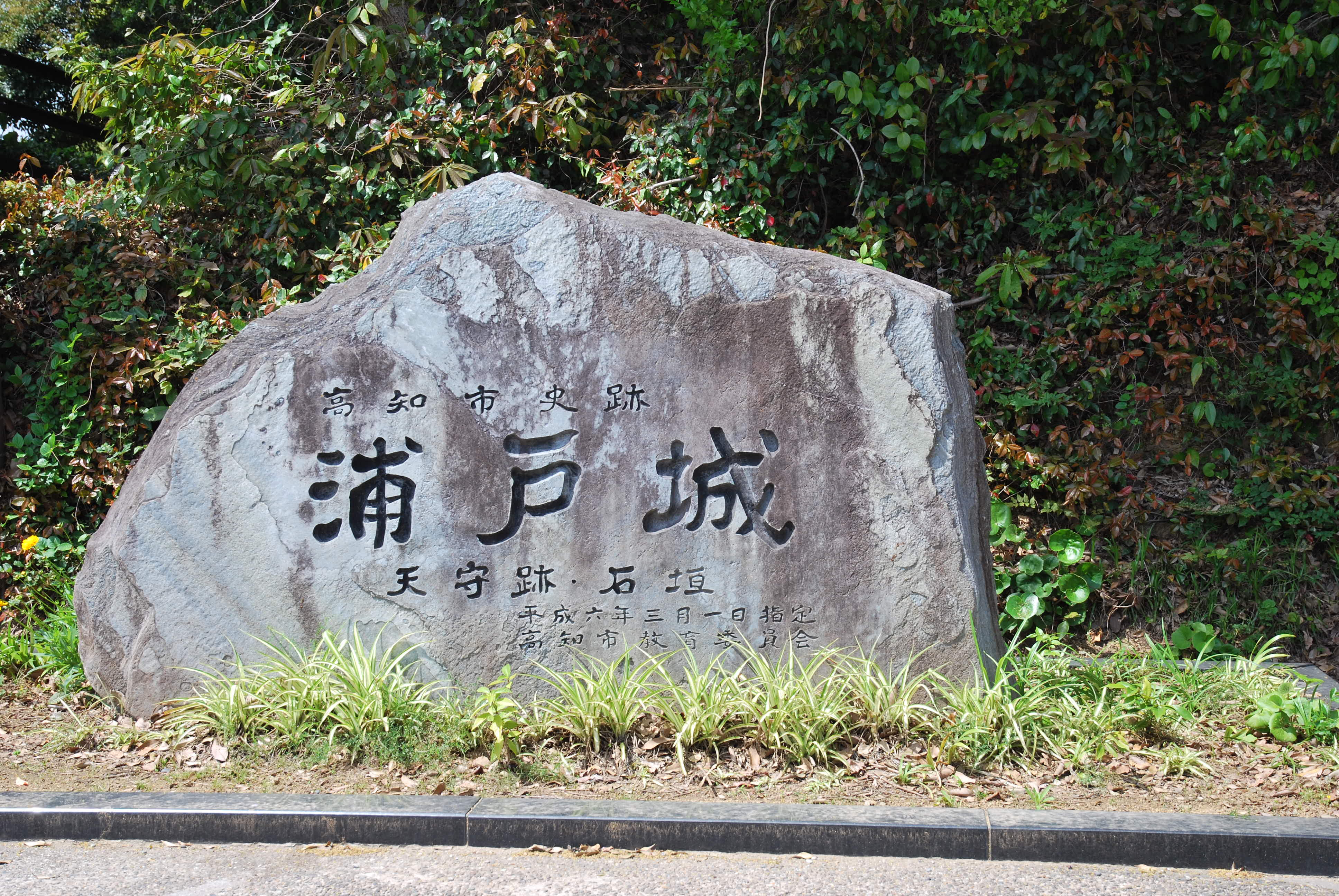
Steindenkmal der Burg Urado

## Bekanntes Gefolge des Klans
- Tani Tadasumi
- Hisatake Chikanao
- Yoshida Takayori
- Yoshida Shigetoshi,
- Yoshida Masashige.
- Shirō Sōkabe, ein bekannter Missionar des 19ten Jhdts., war ein Nachfolger des Chōsokabe-Klans.

## Japanische Literatur
- 明石鉄男編『幕末維新全殉難者名鑑1』, Verlag Shinjinbutsu ōrai, 1986, ISBN 4404013353
- 秋澤繁 編『戦国大名論集15 長宗我部氏の研究』, Yoshikawa Kōbunkan, 1986）
- 『長宗我部時代年表』, Präfektur Kōchi, 1914
- 平井上総『長宗我部氏の検地と権力構造』, Verlag Azekura Shobō, 2008, ISBN 9784751739907
- 山本大『土佐長宗我部氏』, Verlag Shinjinbutsu ōrai, 1974